# Les fruits de la passion
Les fruits de la passion è un film del 1981 diretto da Shūji Terayama.
Il film, di produzione franco-giapponese, è liberamente ispirato al romanzo Ritorno a Roissy, seguito di Histoire d'O, scritto da Dominique Aury con lo pseudonimo di Pauline Réage.

## Trama
A Shanghai una ragazza s'innamora d'un uomo ricco e maturo che, come parte d'un gioco di sottomissione, la mette a lavorare in una casa di tolleranza, ma un giovane rivoluzionario s'innamora di lei.